# Brookesia karchei
Brookesia karchei este o specie de cameleoni din genul Brookesia, familia Chamaeleonidae, descrisă de Brygoo, Blanc și Domergue 1970. A fost clasificată de IUCN ca specie în pericol. Conform Catalogue of Life specia Brookesia karchei nu are subspecii cunoscute.